# سي دي 68 (بروتين)

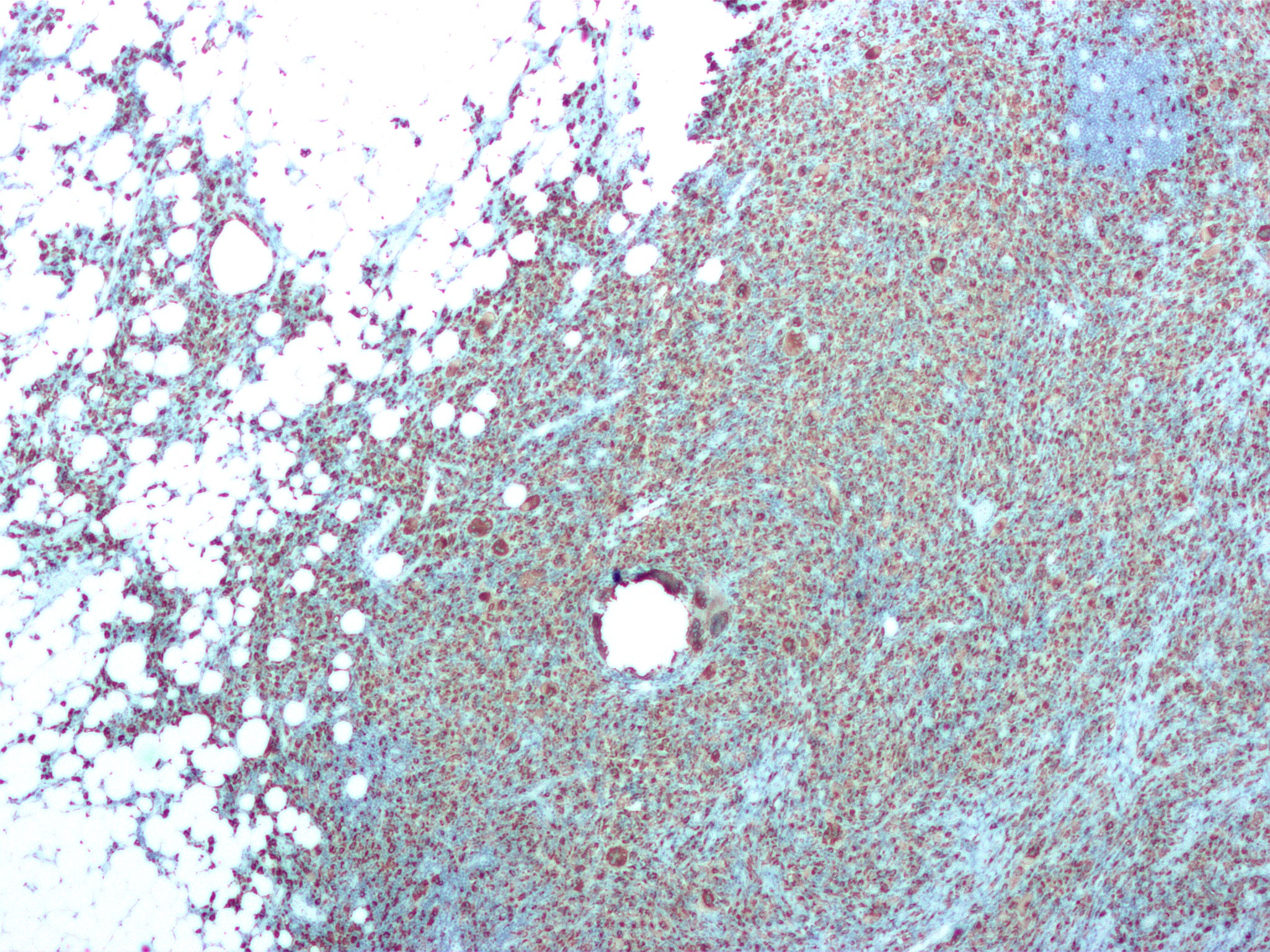
صورة توضح الصبغ المناعي لبروتين السي دي 68 تظهر فيها الخلايا الأكولة الكبيرة والخلايا العملاقة في مرض التهاب الحويضة والكلية.

السي دي 68 (عنقود التمايز 68) هو بروتين سكري يرتبط بالبروتينات الليبيدية قليلة الكثافة. وهو يظهر على الخلايا الوحيدة والخلايا الأكولة الكبيرة. ويسمى البروتين المماثل لهذا البروتين عند الفأر بال«ماكروسيالين».

## روابط خارجية
- CD68+antigen,+human في المكتبة الوطنية الأمريكية للطب نظام فهرسة المواضيع الطبية (MeSH).

- CD68+protein,+mouse في المكتبة الوطنية الأمريكية للطب نظام فهرسة المواضيع الطبية (MeSH).